# تاتسویا فوروهاشی
تاتسویا فوروهاشی (انگلیسی: Tatsuya Furuhashi؛ زادهٔ ۷ نوامبر ۱۹۸۰) بازیکن فوتبال اهل ژاپن است.
از باشگاه‌هایی که در آن بازی کرده‌است می‌توان به باشگاه فوتبال سرزو اوساکا اشاره کرد.